# Oceanografia química
L'oceanografia química és la disciplina que, emprant els coneixements i metodologia propis de la Química, estudia les concentracions, reaccions i comportament dels diversos elements i compostos en l'aigua de mar així com la seva participació en els processos que configuren els cicles biogeoquímics. També és objecte d'aquesta disciplina el bescanvi de matèria entre l'oceà i l'atmosfera, entre l'aigua i els fons oceànics i entre l'oceà i la terra ferma. L'Oceanografia Química també és denominada Química marina tot i que existeix un lleuger matís entre ambdues denominacions que té a veure amb l'estratègia de treball i el caràcter multidisciplinari de l'Oceanografia Química. Sovint l'Oceanografia Química es pot confondre amb la Biogeoquímica Marina.